# Dragon Quest V: La prometida celestial
Dragon Quest V: La prometida celestial es un videojuego de rol y la quinta entrega de la serie Dragon Quest, así como la segunda de la «trilogía de Zenithia». Originalmente desarrollado por Chunsoft y distribuido por Enix Corporation, fue el primer lanzamiento de la saga para la consola Super Famicom de Nintendo. Salió al mercado en Japón el 27 de septiembre de 1992 y desde entonces ha pasado por varias adaptaciones. La trama toma lugar aproximadamente durante treinta años de la vida del personaje principal, desde que nace hasta que se casa y forma una familia. Introduce un modo de juego dinámico en el cual los monstruos de los encuentros aleatorios pueden ofrecerse a unirse al grupo del usuario. Varios Dragon Quest posteriores volvieron a usar este concepto y se convirtió en la mecánica fundamental de la serie Dragon Quest Monsters.
Su nueva versión llegó a PlayStation 2 en 2004, desarrollada por ArtePiazza y Matrix Software y distribuida por Square Enix solo en Japón. El remake para Nintendo DS se lanzó el 17 de julio de 2008 en el país nipón, además, fue el primer título de la serie en tener un lanzamiento oficial en otros territorios, ya que se publicó también en Estados Unidos el 17 de febrero de 2009 y en Europa el 20 de febrero del mismo año. Asimismo, una versión para Android e iOS salió al mercado japonés el 12 de diciembre de 2014 y en todo el mundo el 22 de enero de 2015.
De manera similar a entregas anteriores de la franquicia, presenta zonas de exploración intercaladas por combates por turnos —donde los personajes ganan puntos de experiencia para subir de nivel y obtener nuevas habilidades—. El concepto de recolección de monstruos se convirtió en una influencia para otras series como Pokémon, Digimon y Dokapon. Además, el coleccionismo mediante logros o recompensas similares fue desde entonces una tendencia común en la industria. También se le atribuye haber sido el primer videojuego conocido en ofrecer un embarazo jugable, una idea que ha aparecido en títulos posteriores como Harvest Moon, The Sims 2 y Fable II.
En su estreno original fue aclamado por la crítica; recibió un 36 sobre 40 por parte de la revista Famitsu y fue uno de los tres lanzamientos que mejor valoró en 1992. A la versión de PlayStation 2 la puntuó con un 34 sobre 40. De acuerdo al agregador de reseñas Metacritic, en Nintendo DS tuvo una recepción principalmente positiva, con una nota media del 84 %. La prensa destacó la historia que se desarrolla a lo largo de la vida del protagonista, los personajes y las innovaciones en sus mecánicas, y es considerado uno de los mejores videojuegos de rol de Super Famicom y Nintendo DS. Entre todas las consolas, ha vendido 6 300 000 de unidades, la mayoría provenientes de Japón.

## Sistema de juego

### Combate
Las mecánicas de Dragon Quest V mantienen el modelo tradicional de los juegos de rol ya visto en el resto de la saga: subir de nivel a los personajes del grupo, ganando experiencia a través de batallas en primera persona basadas en turnos, y equiparles con armas y armaduras. Cada miembro del grupo tiene distintos valores en sus atributos —puntos de vida (PV), puntos de magia (PM), fuerza, agilidad, sabiduría, resistencia y suerte—, que dependerán de su nivel y los accesorios y equipo que porten.
No todos los personajes pueden emplear los mismos objetos; por ejemplo, el protagonista —a menudo referido como «Héroe»— se especializa en espadas y bumeranes, mientras que una de sus posibles esposas, Bianca, puede usar látigos y báculos. De forma similar, cada uno puede aprender habilidades o hechizos distintos conforme obtengan experiencia. Algunos hechizos o armas, como el bumerán, pueden atacar a todos los enemigos a la vez, en tanto que otros solo dañan a un objetivo por turno. Hay magia especializada en recuperar los PV de los personajes, encantamientos que mejoran ciertos atributos y habilidades que se pueden usar fuera de combate, como «Telerregreso», que teletransporta al grupo a una población visitada anteriormente.

Menú de batalla en Super Famicom. Esta interfaz presenta las opciones de «pelea», «intercambio» (para cambiar los miembros del grupo activos), «táctica» y «huir». A la derecha aparecen los nombres de los enemigos y su cantidad.

La mayor novedad que introduce respecto a los anteriores títulos de la franquicia es la habilidad de domesticar monstruos y que se unan al equipo. Estas criaturas pueden participar en los combates y también pueden subir de nivel, como los personajes humanos. Que los enemigos decidan unirse al protagonista o no depende de su nivel; asimismo, estos no obedecerán las órdenes del jugador hasta que ellos alcancen un nivel determinado. En el original de Super Famicom, hay un total de cuarenta monstruos que son capaces de formar parte del grupo, mientras que en las adaptaciones posteriores la cifra aumenta a setenta y uno.

La interfaz de batalla en Nintendo DS renderiza los fondos en gráficos tridimensionales. En la pantalla superior de la consola aparece la información de los miembros activos del grupo y su táctica establecida; la inferior muestra los enemigos y el menú de comandos a elegir.

Como en Dragon Quest IV, el grupo dispone de un carromato donde los miembros del equipo pueden descansar mientras están explorando el mundo. En Super Famicom solo era posible tener un máximo de tres personajes activos (aquellos que participan en las batallas contra los monstruos), en contraste con su predecesor que permitía hasta cuatro integrantes. Los lanzamientos para PlayStation 2 y Nintendo DS volvieron a incluir a cuatro miembros activos en el grupo. De su precuela también retornó el mismo sistema táctico, pero con la opción de controlar a los aliados manualmente durante todo el juego (mientras que en Dragon Quest IV el usuario solo podía dirigirlos en cuatro de cinco capítulos). También expandió este sistema permitiendo que las rutinas de la inteligencia artificial puedan indicarse individualmente a cada personaje, en lugar de establecerse para el grupo completo.

### Exploración
La exploración está dividida en dos planos principales, vistos desde una perspectiva cenital: un «supramundo» —donde el Héroe atraviesa praderas, montañas o mares— y «mapas regionales» —zonas más detalladas (renderizadas en gráficos tridimensionales en Nintendo DS) que consisten en pueblos, castillos o mazmorras—. Más adelante en la aventura el jugador desbloquea otros métodos para recorrer el supramundo, como un barco para navegar y una alfombra voladora para viajar más rápido. En las poblaciones, el usuario puede acudir a tiendas de equipo y objetos, posadas e iglesias, donde puede guardar partida y resucitar a sus aliados derrotados. En estos entornos puede interactuar con personajes no jugador; a partir de las nuevas versiones el protagonista también tiene la opción de escuchar comentarios de otros miembros del grupo.
En pueblos y mazmorras el jugador puede examinar diferentes elementos del escenario (como muebles y barriles) y encontrar armas, objetos y similares. También puede hallar cofres, que usualmente contienen oro. En los remakes, es posible rotar la cámara 360 grados para facilitar la exploración. Después de completar la historia principal, el usuario desbloquea un calabozo adicional, donde aguarda el jefe final de Dragon Quest IV, Estark.

### Contenido secundario
El título también presenta contenido secundario —la mayoría añadido en las nuevas adaptaciones—, independiente del desarrollo de la trama. Por ejemplo, el jugador tiene la opción de acudir a casinos, donde puede intercambiar oro por fichas y conseguir objetos y armas exclusivos. Estos establecimientos incluyen máquinas tragamonedas, mesas de póker y apuestas en batallas y carreras de monstruos, además de un minijuego estilo Whac-A-Mole. En diferentes ubicaciones se encuentran tableros «T 'n' T», un juego de mesa a tamaño real que consiste en tiradas de dados, combates aleatorios y diferentes eventos a lo largo de sus casillas; de completar el recorrido, el usuario obtiene dinero y otros premios.
A lo largo del mapa hay escondidas «mini medallas», que el usuario puede canjear por recompensas especiales. Otro añadido en PlayStation 2 es el «Musenino», un museo de coleccionables, donde el protagonista debe ir colocando determinados objetos en pedestales, con el objetivo de aumentar los visitantes y recibir dinero de la recaudación. En Nintendo DS, el jugador tiene la posibilidad de crear una colección personalizada y compartirla de forma local con otros usuarios cercanos.

## Historia

### Ambientación
Al igual que la primera trilogía de la saga (formada por Dragon Quest I, II y III), que contaba como punto en común la historia de Erdrick, los mundos de Dragon Quest IV, V, y VI giran en torno al castillo en el cielo llamado Zenithia (que da nombre a la triología) y a su héroe. En la cuarta entrega, el jugador asume el papel del campeón de Zenithia para derrotar a un villano que amenaza con destruir el mundo. En cambio, su secuela sigue a un niño y a su padre en busca de dicho héroe legendario.
Como es habitual en los juegos de rol, el mundo se ambienta en una época medieval con elementos de fantasía. La trama lleva al protagonista y su grupo a recorrer distintos continentes y explorar lugares exóticos, como desiertos, una aldea de hadas, una mansión hecha de hielo, un gran templo oculto en la cima de una montaña y un volcán, además del castillo flotante de Zenithia. Como ocurre en otros títulos de la franquicia, el enemigo final reside en un mundo oscuro, separado del mapa principal.

### Personajes

Akira Toriyama, creador de los mangas Dr. Slump y Dragon Ball, fue el encargado de diseñar los personajes y monstruos de la franquicia Dragon Quest desde sus primeros compases.

El personaje principal del juego y el avatar del usuario es el Héroe (主人公 shujinkō?), que al principio de la aventura tiene seis años y viaja con su padre, Teudis (パパス Papasu?), un hombre curtido en combates y versado en la magia. El joven protagonista es amigo de una niña de su edad, Bianca Doptada (ビアンカ Bianka?), hija de un posadero en una comunidad rural y con quien comparte su primera aventura en solitario. Juntos evitan que unos abusadores sigan atacando a un cachorro de dientes de sable y el Héroe consigue domarlo gracias a su afinidad con los monstruos. De nuevo, parte junto a su padre hacia al reino de Trástamara, donde conoce al joven Froilán (ヘンリー Henrī?), un príncipe travieso que trata al protagonista como a su lacayo.
Diez años después de la muerte de Teudis y del secuestro del príncipe, el Héroe y Froilán escapan de su cautiverio y finalmente el protagonista se reencuentra con Bianca. Ella es una de las posibles candidatas para casarse con este. Otra opción es Nera Rimaldi (フローラ Furōra?), de familia adinerada, es más reservada que Bianca y una experta en magia defensiva y curativa. A partir de la entrega en Nintendo DS, la última pretendiente es Stefania Rimaldi (デボラ Debora?), una mujer arrogante que trata al Héroe como a su sirviente, especializada en hechizos ofensivos. Del matrimonio entre cualquiera de las tres nacen un niño y una niña, referidos de forma genérica como «el Chico» (男の子 otokonoko?) y «la Chica» (女の子 onnanoko?). El hijo, de carácter optimista y amigable, es el legendario héroe de Zenithia que buscaba Teudis en sus viajes. Su hermana es menos extrovertida que él y es habilidosa con la magia.

### Trama
Dragon Quest V comienza con una breve escena que muestra el nacimiento del Héroe en un castillo, en la que el jugador elige su nombre. Seis años más tarde, el protagonista está viajando con su padre, Teudis, y tras dos años de ausencia regresan a su hogar en Arroyofrío. Visitando una aldea cerca, el niño conoce a Bianca y los dos exploran las Torres Alverrés, donde obtienen el misterioso Orbe de Oro. Al día siguiente, el Héroe se encuentra con un joven que se parece mucho a él, quien le pide ver el Orbe de Oro. Después de devolverlo, el joven le aconseja cuidar de su padre. Poco después, Teudis recibe una carta del rey de Trastámara, solicitando su presencia para ayudar con la educación del rebelde príncipe Froilán. Cuando un monstruo secuestra al príncipe, el Héroe y su padre intentan rescatarlo; sin embargo, poderosos enemigos asesinan a Teudis mientras protegía a los niños. En sus últimos momentos, Teudis revela que Perséfone, la madre del protagonista, sigue viva, y le implora que encuentre al héroe de Zenithia para salvarla. Tras la batalla, los monstruos venden al Héroe y a Froilán como esclavos.

Por la serie de altibajos que le suceden al protagonista, a menudo los fanáticos se refieren a su historia como la más trágica de la saga. En la imagen, la espada de Zenithia que consiguió reunir Teudis en sus viajes.

La historia continúa diez años después; durante este tiempo, ambos han trabajando forzosamente en la construcción de un templo gigante, pero finalmente logran escapar. Froilán regresa a su reino y restaura el orden, mientras que el Héroe sigue su viaje en busca del equipo de Zenithia y su legendario campeón. En su vagar llega a la ciudad de Mostroferrato, hogar del adinerado noble Santino Rimaldi y su hija Nera. Rimaldi envía al Héroe a recuperar dos anillos mágicos como prueba de su valía como pretendiente de Nera —pero el jugador también puede escoger que el Héroe se case con Bianca o Stefania (en Nintendo DS)—. Tras el matrimonio, el Héroe regresa a su tierra natal, Pankraz, donde es nombrado rey. Poco después, su esposa da a luz a dos hijos, pero unos monstruos la secuestran. Cuando intenta rescatarla, los enemigos convierten tanto al Héroe como a su esposa en estatuas de piedra.
Pasados ocho años, sus hijos encuentran al Héroe y lo devuelven a su forma original. Mientras viajan por el mundo en busca del legendario equipo de Zenithia, descubren que el hijo del protagonista es el campeón que Teudis buscaba. Durante esta etapa del viaje, el Héroe venga a su padre matando a su asesino, Ladja (ゲマ Gema?). Finalmente, el grupo encuentra el castillo de Zenithia en el fondo de un lago; para restaurarlo a su estado original, el personaje principal debe viajar en el tiempo y recuperar el Orbe de Oro de su infancia. Así, la fortaleza vuelve a flotar en el cielo, y logran revivir al «Dios Dragón» de Zenithia.
Con la ayuda del dragón, llegan al templo que el Héroe ayudó a construir durante su esclavitud y encuentran la armadura legendaria, junto con la estatua de su esposa. Tras derrotar a uno de los villanos que dirigía el templo, este revela que la madre del protagonista sigue viva en el mundo de los demonios, Nadiria, y que la fuente final del mal, Nimzo (ミルドラース Mirudorāsu?), espera al héroe legendario. El joven rey, su esposa y sus hijos acuerdan ayudar a Perséfone y viajan juntos hasta el mundo oscuro. Aunque logran hallarla, ella muere poco después de reencontrarse con su familia. Por último, el grupo confronta y destruye al señor del mal, Nimzo. De regreso en Pankraz, el reino celebra una gran fiesta, mientras los espíritus de Teudis y Perséfone observan en paz a su hijo y a su familia.

## Desarrollo y producción
Al igual que en los otros videojuegos principales en la serie, Yūji Horii planificó los escenarios de Dragon Quest V, mientras que Akira Toriyama, conocido por ser el autor de Dragon Ball, se encargó del diseño artístico. Los sprites del juego poseen contorno para darle un estilo similar al manga. Al ser el primer título de Dragon Quest en Super Famicom, había mejorado notablemente los gráficos y la calidad del sonido en comparación a su precuela, debido al hardware superior de la consola y al hecho de tener más RAM disponible para trabajar. Con el fin del proyecto, la desarrolladora Chunsoft se desmarcó de la franquicia para poder trabar de forma independiente en sus propios juegos.
El desarrollo tomó alrededor de dos años y medio, aunque el cronograma era apretado porque el equipo tenía que adaptarse a la nueva consola. Aunque Akira Toriyama era el principal responsable del diseño de los personajes, Hazuki Kurikara (un empleado de Chunsoft entonces) creó algunos diseños, como el de Nera, debido a que Toriyama estaba ocupado. Kurikara también preparó material promocional, que se publicaba en revistas como Famitsu y Weekly Shōnen Jump. Consultó al diseñador jefe y a los programadores para dibujar la pantalla de batalla, cuando aún no habían terminado el sistema de combate; por ello, las instrucciones que recibió fueron poco específicas y mostró dos filas de monstruos con profundidad —a diferencia del juego final—, lo que aumentó las expectativas de los futuros compradores.
En las primeras etapas del proyecto los sprites de los personajes tenían el doble de píxeles de tamaño, ya que buscaban aprovechar las capacidades de la consola y darles más expresividad. A su vez, implementaron un frame adicional a la animación de caminar, de forma que en un punto el sprite se quedaba quieto —cuando en las entregas de Famicom la animación solo alternaba entre dos fotogramas siempre en movimiento—. Sin embargo, el equipo de desarrollo planteó que los personajes en constante movimiento eran característicos de la saga y decidieron mantener el modelo antiguo. De acuerdo a Yūji Horii, que todos los sprites estuvieran quietos provocaban que la pantalla pareciera «más fría». Kurikara afirmó en una entrevista de 2023 que los personajes estáticos pero en movimiento «expresan el bullicio y la vitalidad de ciudades y castillos».
Al igual que todos los Dragon Quest anteriores, Koichi Sugiyama compuso la música y dirigió todas las series derivadas asociadas. El álbum Dragon Quest V ~Bride of the Heavens~ Symphonic Suite incluyó una compilación de las pistas de Dragon Quest V y se lanzó en 1992 y de nuevo en el 2000. La primera incluía un disco adicional con la banda sonora original, así como de la versión sinfónica. A continuación se listan los temas de la Symphonic Suite:
| Dragon Quest V ~Bride of the Heavens~ Symphonic Suite | |          |  |
| N.º                                                   | Título                                                                                              | Duración |  |
| 1.                                                    | «Overture»                                                                                          | 1:59     |  |
| 2.                                                    | «Castle Trumpeter»                                                                                  | 2:21     |  |
| 3.                                                    | «Melody in an Ancient Town ~ Toward the Horizon ~ Casino ~ Lively Town ~ Melody in an Ancient Town» | 7:50     |  |
| 4.                                                    | «Magic Carpet ~ The Ocean»                                                                          | 7:39     |  |
| 5.                                                    | «Melody of Love»                                                                                    | 3:00     |  |
| 6.                                                    | «Monsters in the Dungeon ~ Tower of Death ~ Dark World ~ Monsters in the Dungeon»                   | 6:20     |  |
| 7.                                                    | «Violent Enemies ~ Almighty Boss Devil Is Challenged»                                               | 5:44     |  |
| 8.                                                    | «Noble Requiem ~ Saint»                                                                             | 5:53     |  |
| 9.                                                    | «Satan»                                                                                             | 4:52     |  |
| 10.                                                   | «Heaven»                                                                                            | 2:57     |  |
| 11.                                                   | «Bridal Waltz»                                                                                      | 3:39     |  |
| 49:44                                                 | |          |  |

## Adaptaciones
| 1992 | Super Famicom |
| 1993 |               |
| 1994 |               |
| 1995 |               |
| 1996 |               |
| 1997 |               |
| 1998 |               |
| 1999 |               |
| 2000 |               |
| 2001 |               |
| 2002 |               |
| 2003 |               |
| 2004 | PlayStation 2 |
| 2005 |               |
| 2006 |               |
| 2007 |               |
| 2008 | Nintendo DS   |
| 2009 |               |
| 2010 |               |
| 2011 |               |
| 2012 |               |
| 2013 |               |
| 2014 | Android e iOS |

### PlayStation 2
Square Enix lanzó un remake para PlayStation 2 el 25 de marzo de 2004, con 722 mil copias vendidas durante los primeros días. Este fue desarrollado por los anteriores directores de arte de Dragon Quest VII, ArtePiazza, mientras que Koichi Sugiyama dirigió de nuevo la banda sonora, interpretada por la Orquesta Sinfónica NHK. Gracias a las capacidades de la consola, ofrece gráficos tridimensionales, tanto para los entornos —que recrea fielmente de los escenarios de Super Famicom— como para los modelos de personajes y monstruos. El límite de integrantes que conforma el grupo ascendió de tres a cuatro y añadió la posibilidad de cambiar a los miembros activos en medio del combate. También introdujo nuevo contenido secundario, en forma de un museo de objetos coleccionables y un juego de tablero —que ya apareció en Dragon Quest III para SNES.— La versión japonesa incluyó un disco con un avance de Dragon Quest VIII.

### Nintendo DS
Square Enix anunció la versión para Nintendo DS a finales de 2007, de cuyo desarrollo se encargaría ArtePiazza. El videojuego usa el mismo motor que Dragon Quest IV para la misma consola. El 23 de abril de 2008, Square Enix había solicitado la marca «Hand of the Heavenly Bride» (nombre que tomaría el juego en inglés) en la Oficina de Patentes y Marcas de Estados Unidos. Se confirmó que era una referencia a Dragon Quest V por una lista de los títulos de desarrollos ajenos a Nintendo para sus plataformas. El 20 de mayo de 2008, Square Enix abrió un sitio web norteamericano para publicitar la trilogía de Dragon Quest para DS, manifestando que el videojuego llegaría a Estados Unidos. Al día siguiente, la empresa japonesa envió un comunicado de prensa afirmando que la entrega sería lanzada en Europa bajo el título de Dragon Quest: The Hand of the Heavenly Bride. Finalmente salió al mercado el 17 de julio de 2008 en Japón, el 17 de febrero de 2009 en Estados Unidos y tres días más tarde en Europa.
Al igual que en PlayStation 2, permite tener cuatro miembros en el equipo al mismo tiempo, en lugar de solo tres. También añadió a Stefania Rimaldi (Debora en Japón), una de las opciones para el matrimonio con el Héroe. Yūji Horii la describió como un personaje que «nadie en su sano juicio elegiría» y que «era la forma perfecta para atormentar a los jugadores solo un poco más». Los modelos de los personajes son sprites en dos dimensiones, mientras que los entornos sí son tridimensionales y permiten rotar la cámara horizontalmente.

### Android e iOS
Las versiones para Android e iOS llegaron el 12 de diciembre de 2014 a las tiendas de aplicaciones japonesas, en tanto que estuvieron disponibles para el resto del mundo a partir del 22 de enero de 2015. Este lanzamiento para dispositivos móviles desarrollada por Square Enix es un port de Nintendo DS, por lo que la historia y el sistema de juego se mantuvieron iguales. A su vez, presenta el mismo motor gráfico usado en el remake de Dragon Quest IV, con entornos tridimensionales y sprites en dos dimensiones para los personajes. Al igual que en Nintendo DS, es posible rotar el escenario manteniendo la vista cenital. La interfaz de usuario muestra la misma disposición ya vista en anteriores Dragon Quest para Android e iOS, con la pantalla en formato vertical y el joystick virtual en la parte inferior, junto con el resto de menús a los lados.

## En otros medios
Doragon Kuesuto Tenkū Monogatari (ドラゴンクエスト天空物語 lit. Dragon Quest: Historia de los Cielos?) es una serie de mangas de once volúmenes basada en Dragon Quest V obra de Chino Yukimiya, que salió en 1997 y se reeditó en 2001. La historia sigue las aventuras de los hijos del Héroe, Sora (空?) y Ten (天?), una niña y un niño, respectivamente, junto al criado Sancho (サンチョ?) para encontrar a su padre, que había sido convertido en piedra. Este manga se desarrolla en el intervalo de diez años entre el segundo y el tercer acto de la trama de Dragon Quest V.
El 2 de agosto de 2019 llegó a los cines japoneses Dragon Quest: Your Story (ドラゴンクエスト ユア・ストーリー Doragon Kuesuto Yua Sutōrī?), una película 3DCG basada en la quinta entrega de la saga. La historia narra el nacimiento de Luca y el secuestro de su madre, Perséfone, así como el viaje que emprende el protagonista junto a su padre Teudis para salvar a esta de Ladja. También busca detener al malvado Nimzo, que pretende abrir las puertas del mundo del mal y que debe ser detenido con la espada de Zenithia. Takashi Yamazaki dirigió el filme y contó con la banda sonora de Koichi Sugiyama. Sin embargo, los personajes no presentaron el estilo artístico típico de Akira Toriyama, decisión criticada por los fanáticos y la prensa. Respecto a este punto, el analista de Ramen para Dos argumentó que aun así «los diseños de personajes poseen una personalidad y encanto propio». De la trama, comentó que «la película peca de excesiva fidelidad con el videojuego base».

## Recepción

### Críticas
En su lanzamiento original, Dragon Quest V fue aclamado por parte de la crítica. El panel de cuatro críticos de Famitsu lo calificó con un 9, 10, 9 y 8 de 10, sumando 36 puntos de 40 en total. Esto lo convirtió en uno de sus tres videojuegos mejor valorados de 1992, junto con Shin Megami Tensei y World of Illusion Starring Mickey Mouse and Donald Duck. La entrega también formó parte de los once videojuegos que hasta 1992 recibieron una puntuación de Famitsu de 36 sobre 40 o más. A la adaptación de PlayStation 2 la revista le otorgó un 34 sobre 40, mientras que en Nintendo DS volvió a recibir un 36 de 40 y los cuatro críticos la puntuaron con un 9 sobre 10.
La prensa especializada destacó la forma en que la historia está dividida en diferentes períodos de tiempo, una estructura narrativa poco habitual en la industria. Gamasutra elogió cómo trata el tema de la madurez, afirmando que «nunca se ha ejecutado tan magníficamente como en Dragon Quest V». Yūji Horii reconoció a la quinta entrega como su favorita de la serie.
IGN y Gamefocus calificaron al remake de Nintendo DS como uno de los mejores videojuegos de rol del sistema y comentaron que tiene «una de las mejores historias en la consola». Aunque los críticos coincidieron en que la interfaz del título parece arcaica y demasiado simple en ocasiones, muchos citan que la trama emocional compensa con creces los defectos del juego, reseñando que es uno de los «mejores juegos de rol clásicos». 1UP lo elogió por su narrativa reflexiva «que mejora con la edad» y resuena con los jugadores con una perspectiva «más madura y experimentada» que atraviesan fases similares en sus propias vidas. Brian Edey, de Gamefocus, también destacó los entornos tridimensionales actualizados y su cámara giratoria.
En 2006, la revista nipona Famitsu lanzó una encuesta para que sus lectores votasen los cien mejores videojuegos de todos los tiempos; Dragon Quest V se posicionó en el puesto número once y la nueva versión de PlayStation 2 en el cuarenta. En 2014, Sony Computer Entertainment realizó un sondeo con más de diez mil jugadores japoneses, donde el título ganó la categoría de «videojuego favorito de PlayStation de todos los tiempos», quedó cuarto como «mejor videojuego que impresionó "más que una película o una novela"» y se posicionó como el sexto remake más buscado. En una encuesta de TV Asahi de 2021, que contó con más de cincuenta mil usuarios nipones, resultó como el segundo mejor videojuego de consola de la historia, por detrás de The Legend of Zelda: Breath of the Wild (2017) y por delante de Final Fantasy VII (1997).

### Ventas
Como los otros títulos de la serie, Dragon Quest V fue muy popular en Japón. El original de Super Famicom vendió casi tres millones de copias. En PlayStation 2 saldó 1.65 millones de unidades adicionales, y en Nintendo DS fue el séptimo videojuego más vendido del país asiático en 2008, con un total de 1 176 082 copias ese año. Hasta 2009, la entrega llegó a comercializar 1.35 millones de unidades en todo el mundo, incluidas 1.22 millones en Japón, 70 000 en Europa y 60 000 en América del Norte. Entre todas sus versiones de consola, ha cosechado 6 300 000 de unidades en total, la mayoría provenientes de Japón.